# FECCIA

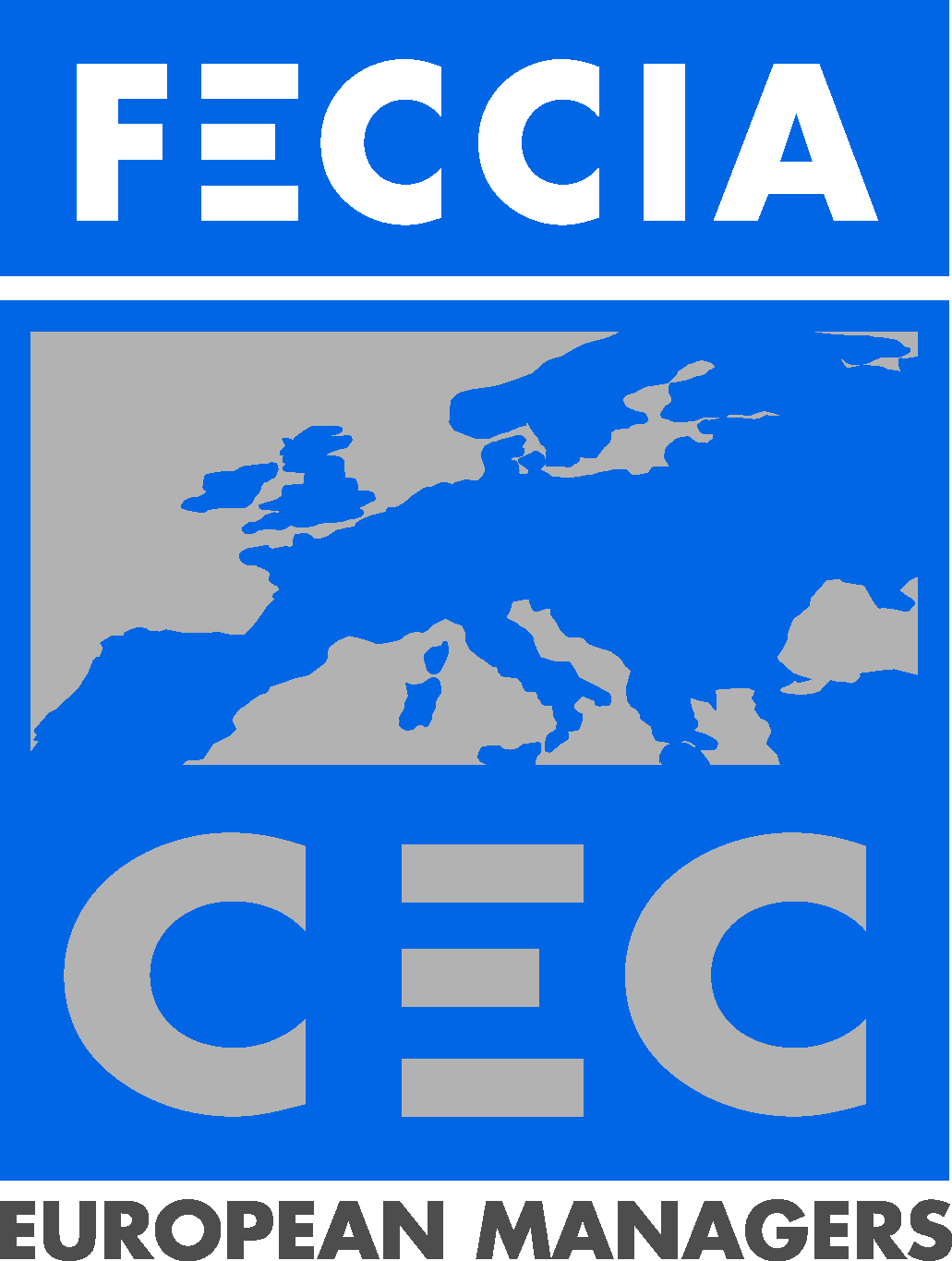
Offizielles Logo der FECCIA

Die FECCIA (franz. Fédération Européenne des Cadres de la Chimie et des Industries Annexes, „Internationaler Branchenverband der Führungskräfte der chemischen  Industrie“) ist eine Vereinigung europäischer Führungskräfteverbände der chemischen und pharmazeutischen Industrie. Sie wurde am 8. Juni 1956 gegründet. Der Verband hat einen Beobachterstatus beim IAA (Internationales Arbeitsamt) und ist Mitglied der CEC (Confédération Européenne des Cadres) und der European Chemical Society (EuChemS).
Die FECCIA ist auf europäischer Ebene die führende Managerorganisation in der chemischen und pharmazeutischen Industrie. Über ihre Mitgliedsverbände vertritt die FECCIA die Interessen von ca. 100.000 Führungskräften. Außerdem koordiniert die FECCIA die Beziehungen zu den europäischen Chemie-Arbeitgebern ECEG und der Europäischen Industriegewerkschaft IndustriAll.
Die derzeitige Präsidentin ist Anna Nilsson (Ledarna).

## Themengebiete
Der Verband verfolgt gemeinsam mit der CEC und der EuChemS  folgende Interessen und Ziele:
- Beobachtung und Vertretung der gemeinsamen beruflichen Interessen;
- Verbesserung der wirtschaftlichen Situation, der Lebensbedingungen der Mitglieder sowie Wahrung der allgemeinen Mitgliederinteressen unter Zuhilfenahme aller geeigneten Mittel;
- die Entwicklung der beruflichen Aus- und Weiterbildung und des Verantwortungsbewusstsein der Führungskräfte im Geiste enger europäischer Zusammenarbeit;
- Interessensvertretung der Mitgliedsverbände und der Mitglieder in allen europäischen Organisationen, in denen die FECCIA präsent ist oder der Berufsstand betroffen ist.